# Armelle Deutsch
Armelle Deutsch (n. 22 februarie 1979, Martigues, Provence-Alpes-Côte d'Azur, Franța) este o actriță franceză.

## Filmografie
| - 2001 : Le Placard de Francis Veber : Ariane - 2001 : La Boîte de Claude Zidi : Julie - 2001 : Sexy Boys de Stéphane Kazandjian: Lucie - 2003 : Laisse tes mains sur mes hanches de Chantal Lauby: Marie - 2003 : Tais-toi ! de Francis Veber: La fille au portable - 2004 : Nos amis les flics de Bob Swaim: Magali - 2004 : Le Carton de Charles Nemes: Marine - 2005 : Vive la vie de Yves Fajnberg: Colombe - 2007 : Fracassés de Franck Llopis : Adeline - 2007 : La différence, c'est que c'est pas pareil de Pascal Laëthier : Claire - 2011 : La Chance de ma vie de Nicolas Cuche : Sophie - 2011 : R.I.F. de Franck Mancuso : Marion Marquand | - 2000 : Vérité oblige (1 épisode) - 2000 : Un et un font six (2 épisodes) - 2001 : Le grand Patron (1 épisode) - 2002 : Ton tour viendra de Harry Cleven : Chloé - 2003 : Maigret (1 épisode) - 2003 : L'Affaire Dominici de Pierre Boutron - 2004 : Élodie Bradford (série TV de 5 épisodes) : Elodie Bradford - 2006 : Gaspard le bandit de Benoît Jacquot : Marinette - 2006 : L'Affaire Villemin de Raoul Peck : Christine Vuillemin - 2006 : Le Temps des secrets de Thierry Chabert : Augustine - 2006 : Le Temps des amours de Thierry Chabert : Augustine - 2007 : Ondes de Choc de Laurent Carcélès : Marion Lecoq - 2008 : Le Malade Imaginaire de Christian de Chalonge : Béline - 2008 : Le Gendre Idéal de Arnaud Sélignac : Pauline - 2009 : Un Village français (5 épisodes) : Natacha - 2009 : Pigalle, la nuit (série TV) de Hervé Hadmar : Emma - 2009 : Henri IV de Jo Baier : Marguerite de France - 2010 : Chateaubriand de Pierre Aknine : Lucille - 2010 : Préliminaires de Jean-Marc Rudnicki : Estelle Bricourt - 2011 : Vivace de Pierre Boutron : Pauline Charpentier - 2011 : La Grève des femmes de Stéphane Kappes : Suzie - 2011 : La Nuit de la dinde de Serge Meynard |